# Касауров Микола Данилович
Мико́ла Дани́лович Касау́ров (22 травня 1896 , Макіївка, Макіївська волость, Таганрозький округ, Область Війська Донського, Російська імперія  — 19 квітня 1979 , Стаханов, Ворошиловградська область ) — радянський діяч, шахтар, начальник комбінату «Сталінвугілля», Герой Соціалістичної Праці (28.08.1948). Член ЦК КП(б)У в червні 1938 — травні 1940 р. Депутат Верховної Ради УРСР першого скликання (1938–1947). Член Бюджетної комісії, член Президії Верховної Ради УРСР 1-го скликання. 

## Біографія
Народився в родині робітника в селищі Макіївка, тепер місто Макіївка, Донецька область, Україна. Трудову діяльність розпочав у 1910 році, з 14 років працював дверовим на шахті «Олександра» Бельгійського акціонерного товариства. У 1911 році перейшов на шахту «Марія» Петро-мар'ївського рудника (пізніше — рудника імені Менжинського Первомайського тресту Первомайськвугілля), де працював коногоном, вибійником, дільничним десятником. З 1924 року — на керівних посадах: помічник завідувача шахти, завідувач спуском і підйомом, помічник головного інженера шахти.
Член РКП(б) з 1925 року.
З 1930 року — завідувач шахти № 6 Голубовського рудоуправління (місто Кадіївка). У 1931 році за розробку і застосування на практиці методу безперервного потоку вуглевидобутку нагороджений орденом Леніна. Того ж року був направлений на навчання в Москву.
У 1937 році закінчив промислову академію імені Кагановича в Москві. Отримав призначення заступником керуючого тресту «Куйбишеввугілля», потім працював завідувачем шахти № 22/6 імені Кірова Донецької області. Одночасно керував розробкою 200-метрової лави шахти імені Менжинського. Організував на ній злагоджену роботу механізмів і домігся видатних результатів, на всіх лавах шахти запровадив графік циклічності, в результаті шахта різко підняла видобуток вугілля, за що Касауров був премійований автомобілем і нагороджений орденом Трудового Червоного Прапора.
До 3 червня 1938 році працював керуючим тресту «Куйбишеввугілля».
Від 3 червня 1938 року — начальник тресту «Донбасвугілля» Сталінської області, начальник комбінату «Сталінвугілля» Сталінської області.
26 червня 1938 року обраний депутатом Верховної Ради УРСР 1-го скликання по Сталінсько-Куйбишевській виборчій окрузі № 267 Сталінської області.
З кінця 1938 року — начальник Головного управління вугільної промисловості («Головвугілля») Донбасу і Кавказу Народного комісаріату паливної (з жовтня 1939 року — вугільної) промисловості СРСР.
У квітні 1940 року переведений на роботу в центральний апарат Народного комісаріату вугільної промисловості СРСР: начальник відділу капітального ремонту наркомату, керуючий Всесоюзного топографо-маркшейдерського тресту.
З початком німецько-радянської війни, у липні 1941 року був призначений завідувачем шахти № 20 у Тульській області. З січня 1942 року — в евакуації. Працював у тресті «Хакасвугілля» заступником головного інженера, завідувачем шахти № 13, потім № 7.
У листопаді 1943 року повернувся на Донбас. Працював на посадах начальника шахт «Аннінська» та № 18 тресту «Кадіїввугілля». У 1945–1946 роках — заступник голови виконавчого комітету Кадіївської міської ради депутатів трудящих Ворошиловградської області, заступник керуючого тресту «Ворошиловграджитлобуд».
Із грудня 1946 року — начальник шахти № 22-6 імені Кірова тресту «Кіроввугілля» комбінату «Ворошиловградвугілля» Ворошиловградської області. Указом Президії Верховної Ради СРСР від 28 серпня 1948 року за видатні успіхи в справі збільшення видобутку вугілля, відновлення та будівництва вугільних шахт та впровадження передових методів роботи, що забезпечують значне зростання продуктивності праці, Касаурову Миколі Даниловичу присвоєно звання Героя Соціалістичної Праці з врученням ордена Леніна і золотої медалі «Серп і Молот».
З березня 1953 року працював заступником керуючого тресту «Кадіїввугілля» Ворошиловградської області. У 1958 році вийшов на пенсію за віком, продовжував працювати в тресті старшим інженером із соціалістичного змагання відділу організації праці та технічного нормування. У 1964 році за станом здоров'я (переніс інсульт) залишив роботу. Віддав вугільної промисловості 53 роки трудового стажу.
Потім — на пенсії, помер 19 квітня 1979 року в місті Стаханові Ворошиловградської області (тепер Кадіївка Луганської області).

## Нагороди
- Герой Соціалістичної Праці (28.08.1948)
- три ордени Леніна (8.02.1931, 28.08.1948, 4.09.1948)
- орден Трудового Червоного Прапора (17.02.1939)
- медаль «За трудову доблесть» (1946)
- медаль «За відбудову вугільних шахт Донбасу» (1948)
- медалі
- значок «Відмінник соціалістичного змагання важкої промисловості» (1938)